# Ariadne Artiles Cardeñosa
Ariadne Artiles Cardeñosa (Las Palmas de Gran Canaria, 18 de gener de 1982) és una model espanyola. Ha treballat per les següents agències: Sorm Models (Londres), View Management (Barcelona), Women Management (Milà), IMG Models (París), One Management (Nova York) i Charlotte Fisher Models (Zúric). El novembre de 2005 va contreure matrimoni amb el pilot de SBK Fonsi Nieto. El setembre de 2008 la parella se separa.